# Pikieliszki
Pikieliszki (lit. Pikeliškės) − wieś na Litwie, w okręgu wileńskim, w rejonie wileńskim, w gminie Rzesza, położona około 20 km na północ od Wilna, obok szosy prowadzącej do Uciany. Zachował się tu klasycystyczny dwór wzniesiony prawdopodobnie w początkach XIX wieku. W dobrach należących do rodziny Pisanków herbu Prus III. Po I wojnie światowej majątek został rozparcelowany. 

## Historia
W XIX i w początkach XX w. położone były w Rosji, w guberni wileńskiej, w powiecie wileńskim, w gminie Podbrzezie. Po I wojnie światowej pod administracją polską, w Zarządzie Cywilnym Ziem Wschodnich. W latach 1920–1922 w składzie Litwy Środkowej.
Od 11 kwietnia 1922 leżały w Polsce, w województwie wileńskim, w powiecie wileńsko-trockim, w gminie Podbrzezie. W 1931 miejscowość liczyła:
- majątek − 30 mieszkańców, zamieszkałych w 3 budynkach,
- wieś − 130 mieszkańców, zamieszkałych w 19 budynkach[4].

W 1930 roku stał się własnością Aleksandry i Józefa Piłsudskich. Małżonkowie wymienili go za podwileńskie Świątniki. Obecnie w budynku znajduje się polska biblioteka.
Po II wojnie światowej w granicach Związku Sowieckiego. Od 1991 na niepodległej Litwie.
We wsi działa filia nauczania początkowego Polskiej Szkoły Średniej w Podbrzeziu, do której w roku szkolnym 2014/15 uczęszczało 16 dzieci. Większość mieszkańców miejscowości stanowią Polacy.